# Mapa Juana de la Cosy

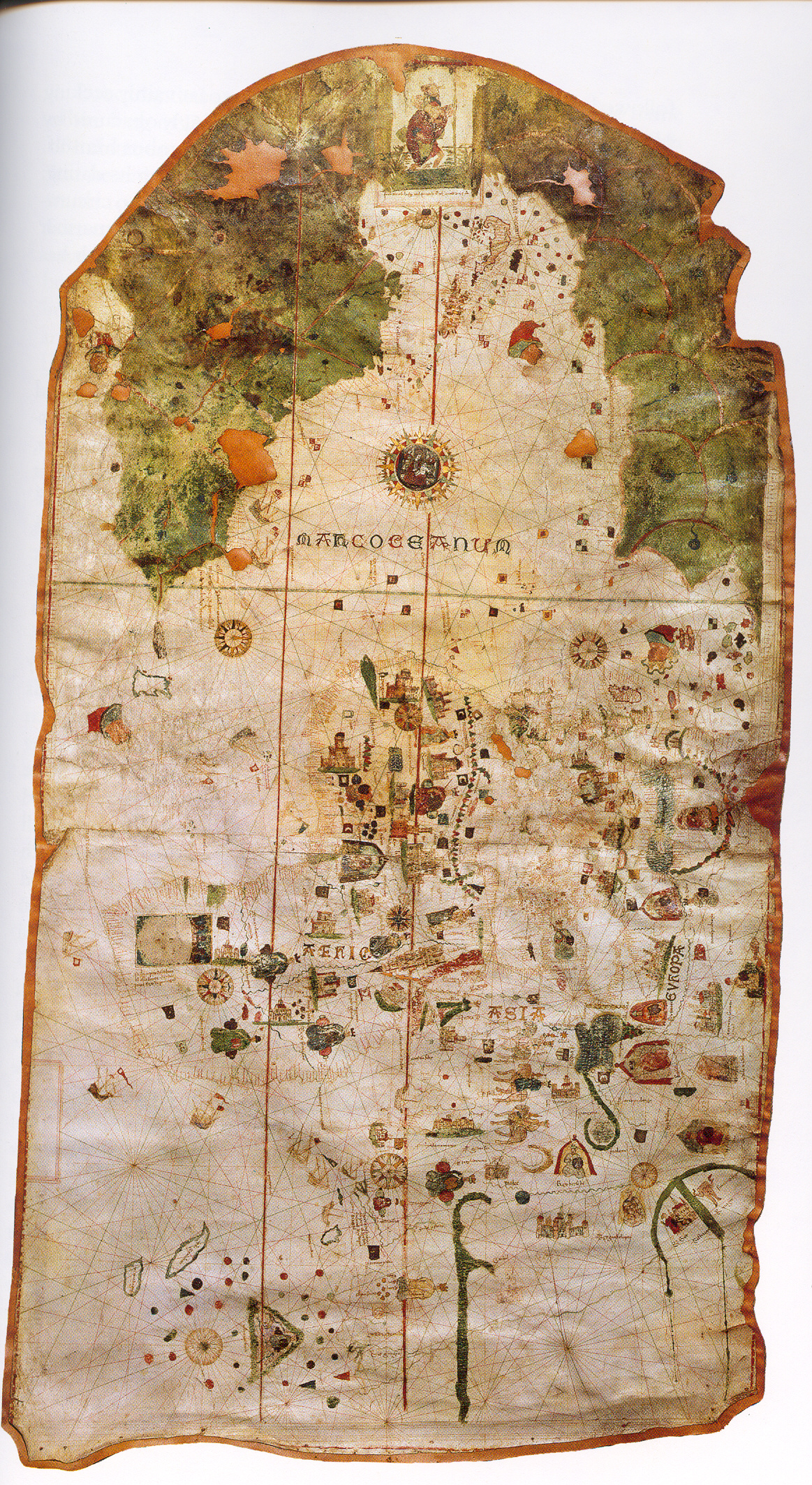
Mapa Juana de la Cosy

Mapa Juana de la Cosy – mapa świata wykonana w 1500 roku przez hiszpańskiego kartografa i podróżnika Juana de la Cosę. Bogate zdobienia sugerują, że narysowano ją prawdopodobnie na zamówienie jakiejś wpływowej i zamożnej osoby lub członka dworu królewskiego.
Praca de la Cosy ma szczególną wartość, ponieważ jest jedyną zachowaną mapą wykonaną przez naocznego świadka pierwszej wyprawy Krzysztofa Kolumba do Nowego Świata. Ponadto jest również bezspornie najstarszą mapą, na której zaznaczono kontynent amerykański. Wprawdzie niektórzy historycy uważają, że starsza od niej jest mapa Zuane’a Pizzigana, na której dopatrują się Antyli, ale nie ma co do tego zgody. Także na mapie Winlandii widnieje fragment Ameryki Północnej, lecz data jej powstania jest przedmiotem dyskusji. Natomiast mapa Juana de la Cosy przedstawia obszary obu Ameryk odkryte do końca XV wieku przez kastylijskie, portugalskie i angielskie wyprawy. Pokazuje również dużą część Starego Świata oraz informacje o podróży Vasco da Gamy do Indii w 1498 roku.

## Charakterystyka

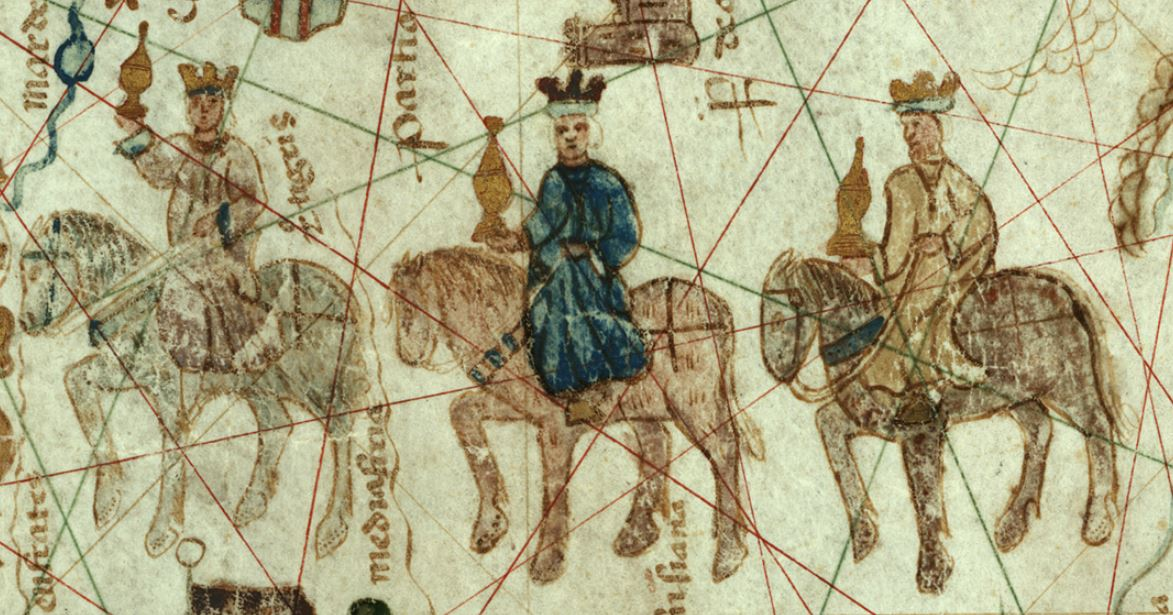
Trzej Królowie

Mapa została wykonana na dwóch połączonych ze sobą arkuszach pergaminu o wymiarach 93×183 cm, które oprawiono w cielęcą skórę. Części są jednak nierówne, a górny fragment ma zaokrąglone brzegi. Ponadto Nowy Świat został narysowany w kolorze, podczas gdy reszta lądów jest ich pozbawiona. Na mapie zaznaczone są także rzeki, porty i miasta. Wiele nazw miejscowości zapisanych jest w języku kastylijskim, ale niektóre z nich, zwłaszcza te w Nowym Świecie, są nieczytelne. Mapa jest bogato zdobiona i przedstawia m.in. flagi, statki, wizerunki władców, legendarnych afrykańskich bohaterów oraz postaci Trzech Króli podróżujących po Azji.
W górnej, zaokrąglonej części mapy, obejmującej Amerykę Środkową, znajduje się wizerunek Świętego Krzysztofa, który prawdopodobne stanowi aluzję do Krzysztofa Kolumba. Pod nim jest nazwisko autora mapy oraz data jej wykonania. W dolnej części po prawej stronie pozostało puste pole, które najwyraźniej zarezerwowano dla tekstu, który ostatecznie nigdy nie został dodany.

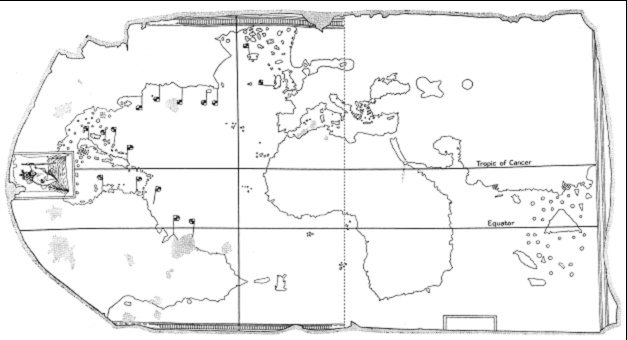
Zarys mapy z trzema głównymi liniami jako odniesienie

## Historia
Napis na mapie głosi: Juan de la cosa la fizo en el puerto de S: mã en año de 1500; co oznacza: „Wykonane przez Juana de la Cosę w El Puerto de Santa Maria w 1500 roku”.
Juan de la Cosa urodził się w Kantabrii w 1460 roku, a zmarł w 1509 roku na wybrzeżu dzisiejszej Kolumbii. Jako marynarz odegrał istotną rolę podczas pierwszej wyprawy Krzysztofa Kolumba (1492/93). Wynajął mu bowiem własny statek, La Gallegę –  przemianowany później na Santa Maríę, który został flagowym okrętem całej wyprawy. Później brał udział również w drugiej wyprawie Kolumba (1493/96). W 1499 roku nawiązał współpracę z Alonso de Hojedą i wyruszył z nim w podróż do Ameryki Południowej, podczas której zbadali znaczną część wybrzeża od Gujany do jeziora Maracaibo. Po tej wyprawie de la Cosa stworzył pierwsze szkice mapy. W 1500 roku ponownie wyruszył w podróż, tym razem z wyprawą Rodriga de Bastidasy, która badała wybrzeże Kolumbii.
Nie ma bezpośrednich zapisów dokumentujących powstanie mapy, ale wiadomo, że de la Cosa w 1503 roku przedstawił hiszpańskim władcom  dwie „mapy morskie do Indii”. Jedną z nich mogła być jego mapa świata z 1500 roku z bieżącymi odkryciami dokonanymi podczas jego ostatnich wypraw. Później obie mapy znalazły się w posiadaniu biskupa Juana Rodrígueza de Fonseki, o czym wspominał w swoim liście Pedro Mártir de Anglería w 1514 roku.
Dalsze losy mapy pozostawały nieznane aż do 1832 roku, kiedy to francuski entomolog i kartograf, Charles Athanase Walckenaer kupił ją od pewnego handlarza w Paryżu. Swój nabytek pokazał kilku znajomym, w tym niemieckiemu uczonemu Alexandrowi von Humboldtowi, który ogłosił jej odkrycie. W 1837 roku Ramón de la Sagra opublikował pierwszą część mapy z Nowym Światem, a pozostałą Manuel Francisco de Barros e Souza w 1842 roku. Po śmierci Walckenaera w 1852 roku zbiory z jego biblioteki, w tym mapa, trafiły na licytację. Ramón de la Sagra poinformował o tym hiszpańskie ministerstwo, które za 4321 franków kupiło mapę, wygrawszy przetarg.
Od 1853 roku mapa była eksponowana w Muzeum Marynarki Wojennej w Madrycie. W 1936 roku, po wybuchu hiszpańskiej wojny domowej, wywieziono ją do Walencji, aby nie wpadła w ręce nacierających na Madryt wojsk.
Obecnie znów jest przechowywana w Muzeum Marynarki Wojennej w Madrycie.

## Kontrowersje
Niektórzy historycy kwestionują datę powstania mapy, ponieważ uważają, że część informacji w niej zawartych nie była znana w 1500 roku. Pierwszą teorię na ten temat sformułował w 1934 roku George E. Nunn, który stwierdził, że Kuba nie została opłynięta aż do 1509 roku i dlatego autor mapy nie mógł wiedzieć, że jest ona wyspą. Jednakże Pietro Mártir w 1501 roku pisał, że Kuba została opłynięta. Kolejne wątpliwości wzbudziły informacje zawarte na mapie, a właściwie ich brak. Zauważono bowiem, że mapa nie zawiera wielu ważnych wydarzeń, które miały miejsce po 1500 roku, jak np. trzecia wyprawa Kolumba do Nowego Świata (1501–1502), podczas której odkryto zatokę Urabá i wybrzeże Darién. Z drugiej jednak strony, jeśli mapa powstała w 1500 roku, to późniejsze odkrycia nie mogły być na nią naniesione.
Według innej popularnej teorii mapa jest tylko dobrze zachowaną kopią oryginału sporządzonego przez de la Cosę. Wskazywać ma na to fakt, że wiele nazw jest nieczytelnych, ponieważ kopista nie był w stanie rozszyfrować pisma autora oryginału. Hiszpański szlachcic i historyk Hugo O’Donnell wysunął jeszcze dalej idącą teorię, według której praca Juana de la Cosy była tylko szkicem, który później został dokończony i ozdobiony przez innego kartografa.
W 1987 roku Biuro Dokumentacji Technicznej Muzeum Prado w Madrycie przeprowadziło szereg analiz, które wykazały, że pigmenty znajdujące się na pergaminie pochodzą z 1500 roku.